# Eric Hansen (Schachspieler)
Eric Hansen (* 24. Mai 1992 in Irvine) ist ein kanadischer Schachspieler.
Er spielte für Kanada bei vier Schacholympiaden: 2012 bis 2018. Beim Schach-Weltpokal 2011 scheiterte er in der ersten Runde an Vüqar Həşimov, ebenso beim Schach-Weltpokal 2013 an Wladimir Malachow.
In Deutschland spielte er für den SV Wattenscheid (2013/14), in der britischen Four Nations Chess League für Guildford A&DC (2013/14) und in Spanien für CA Equigoma-Casa Social Católica (2013 und 2014).
Im Jahre 2010 wurde ihm der Titel Internationaler Meister (IM) verliehen, 2013 der Titel Großmeister (GM).
Eric Hansen betreibt gemeinsam mit Aman Hambleton den YouTube-Kanal chessbrah, der 367.000 Abonnenten hat (Stand: Juni 2025).
| Die zur Anzeige dieser Grafik verwendete Erweiterung wurde dauerhaft deaktiviert. Wir arbeiten aktuell daran, diese und weitere betroffene Grafiken auf ein neues Format umzustellen. (Mehr dazu) |

|   | a | b | c | d | e | f | g | h |   |
| 8 |   |   |   |   |   |   |   |   | 8 |
| 7 |   |   |   |   |   |   |   |   | 7 |
| 6 |   |   |   |   |   |   |   |   | 6 |
| 5 |   |   |   |   |   |   |   |   | 5 |
| 4 |   |   |   |   |   |   |   |   | 4 |
| 3 |   |   |   |   |   |   |   |   | 3 |
| 2 |   |   |   |   |   |   |   |   | 2 |
| 1 |   |   |   |   |   |   |   |   | 1 |
|   | a | b | c | d | e | f | g | h |   |

## Partiebeispiel
Bei der Schacholympiade 2016 gelang Hansen ein Sieg durch ein kurioses Manöver gegen Jakob Vang Glud mit gegenseitigen Fesselungen.